# بیهاروسور
بیهاروسور(نام علمی: Bihariosaurus) نام یک سرده از سرده کامپتوسور است.